# 沖野くれあ
沖野 くれあ（おきの くれあ、1999年7月12日 - ）は、北海道苫小牧市出身の女子サッカー選手。オーストラリア・メルボルン・ビクトリーFC所属。女子サッカー選手の沖野るせりは妹。

## 来歴
父がサッカークラブのコーチを務めていた影響で、小学1年生の時にサッカーを始める。中学時代はクラブフィールズ・リンダに所属。2014年、北海道女子サッカーリーグでリーグトップの11得点を挙げ、ゴールクィーンとベストイレブンを受賞した。フットサルの大会にも出場し、全日本女子ユース(U-15)フットサル大会では2014年・2015年の2年連続で準優勝を果たした。また2015年にはフットサル日本女子選抜に選ばれ第7回全国女子選抜フットサル大会に出場した。
中学卒業後は常盤木学園高校に進学。小学生の時に同校サッカー部のチャレンジリーグの試合を見たことや、クラブフィールズ・リンダの先輩である熊谷紗希の出身校であることなどが進学の理由となった。1年時からスタメンを勝ち取り、U-16日本女子代表候補にも選ばれた。3年時の第39回皇后杯では2回戦・ASハリマアルビオン戦で2得点を挙げ、なでしこリーグ2部の相手を破った。背番号「10」を背負いエースとして臨んだ第26回全日本高校女子選手権は、1回戦で大阪学芸高校に敗れた。
2018年、マイナビベガルタ仙台レディースに加入。同年3月21日、なでしこリーグ開幕戦となったジェフ千葉レディース戦で仙台加入後初出場を果たした。4月29日のリーグ第3節・AC長野パルセイロ・レディース戦では途中出場から3分後に利き足ではない左足で35メートルのシュートを決め、自身の初得点を記録するとともにチームのリーグ戦初勝利に貢献した。
2020年、ASハリマアルビオンに移籍。
2021年、伊賀FCくノ一三重に移籍。
2022年12月16日、オーストラリア・ナショナル・プレミア・リーグ・ウィメンズ内のナショナル・プレミア・リーグ・ビクトリア・ウィメンに所属するボルーンダラ・イーグルスへの移籍が発表された。
2023年8月25日、Aリーグ・ウィメンに所属するメルボルン・ビクトリーFCへの入団が発表された。

## 個人成績
| 国内大会個人成績 | 国内大会個人成績               | 国内大会個人成績 | 国内大会個人成績 | 国内大会個人成績 | 国内大会個人成績 | 国内大会個人成績 | 国内大会個人成績 | 国内大会個人成績 | 国内大会個人成績 | 国内大会個人成績 | 国内大会個人成績 |
| 年度             | クラブ                         | 背番号           | リーグ           | リーグ戦         | リーグ戦         | リーグ杯         | リーグ杯         | オープン杯       | オープン杯       | 期間通算         | 期間通算         |
| 年度             | クラブ                         | 背番号           | リーグ           | 出場             | 得点             | 出場             | 得点             | 出場             | 得点             | 出場             | 得点             |
| 日本             | 日本                           | 日本             | 日本             | リーグ戦         | リーグ戦         | リーグ杯         | リーグ杯         | 皇后杯           | 皇后杯           | 期間通算         | 期間通算         |
| ---------------- | ------------------------------ | ---------------- | ---------------- | ---------------- | ---------------- | ---------------- | ---------------- | ---------------- | ---------------- | ---------------- | ---------------- |
| 2015             | 常盤木高校                     | 31               | チャレンジEAST   | 13               | 1                | -                | -                | -                | -                | 14               | 1                |
| 2015             | 常盤木高校                     | 14               | チャレンジEAST   | -                | -                | -                | -                | 1                | 0                | 14               | 1                |
| 2016             | 常盤木高校                     | 14               | チャレンジEAST   | 17               | 3                | -                | -                | -                | -                | 17               | 3                |
| 2017             | 常盤木高校                     | 10               | チャレンジEAST   | 16               | 2                | -                | -                | 3                | 3                | 19               | 5                |
| 2018             | マイナビベガルタ仙台レディース | 18               | なでしこ1部      | 4                | 1                | 4                | 0                | 0                | 0                | 8                | 1                |
| 2019             | マイナビベガルタ仙台レディース | 18               | なでしこ1部      | 0                | 0                | 0                | 0                | 0                | 0                | 0                | 0                |
| 2020             | ASハリマアルビオン             | 13               | なでしこ2部      | 12               | 2                | -                | -                | 2                | 0                | 14               | 2                |
| 2021             | 伊賀FCくノ一三重               | 9                | なでしこ1部      | 14               | 1                | -                | -                | 3                | 1                | 14               | 1                |
| 2022             | 伊賀FCくノ一三重               | 9                | なでしこ1部      | 10               | 2                | -                | -                | 3                | 0                | 13               | 2                |
| オーストラリア   | オーストラリア                 | オーストラリア   | オーストラリア   | リーグ戦         | リーグ戦         | リーグ杯         | リーグ杯         | オープン杯       | オープン杯       | 期間通算         | 期間通算         |
| 2023             | ボルーンダラ・イーグルス       | 9                | NPLWビクトリア   | 21               | 31               | -                | -                | -                | -                | 21               | 31               |
| 2023-24          | メルボルン・ビクトリー         | 13               | A・ウィメン      | 16               | 3                | 1                | 0                | -                | -                | 17               | 3                |
| 通算             | 日本                           | 日本             | 1部              | 4                | 1                | 4                | 0                | 0                | 0                | 8                | 1                |
| 通算             | 日本                           | 日本             | 2部              | 36               | 5                | -                | -                | 8                | 1                | 44               | 6                |
| 通算             | 日本                           | 日本             | 3部              | 46               | 6                | -                | -                | 4                | 3                | 50               | 9                |
| 通算             | オーストラリア                 | オーストラリア   | 1部              | 16               | 3                | 1                | 0                | -                | -                | 17               | 3                |
| 通算             | オーストラリア                 | オーストラリア   | 2部              | 21               | 31               | -                | -                | -                | -                | 21               | 31               |
| 総通算           | 総通算                         | 総通算           | 総通算           | 123              | 46               | 5                | 0                | 12               | 4                | 140              | 50               |

1. 1 2  2015年の背番号は、チャレンジリーグは「31」[19]、皇后杯は「14」[20]で登録

- 日本女子サッカーリーグ
  - 初出場 - 2015年4月11日 チャレンジリーグEAST 第2節 新潟医療福祉大学女子サッカー部戦 (新発田市五十公野公園陸上競技場)
  - 初得点 - 2015年5月31日 チャレンジリーグEAST 第8節 大和シルフィード戦 (大和市営大和スポーツセンター競技場)

## タイトル

### クラブ
- 伊賀FCくノ一三重
  - なでしこリーグ1部: 1回 (2021年)

## 代表歴
- U-15日本女子選抜
- U-16日本女子代表候補
- フットサル日本女子選抜
  - トリムカップ2015第7回全国女子選抜フットサル大会